# Romersk mil
Romersk mil er en længdeenhed på ca. 1479 m (Latin: 1 romersk mil = mille passus, pl.: milia passuum).
En romersk mil bestod af 1000 dobbeltskridt.
Ofte blev der opstillet en sten ved hver romersk mil fra Rom. Disse sten kaldes milepæle (Latin: milliarium). 